# Vanessa Mae
Vanessa-Mae Vanakorn Nicholson, blot kendt som Vanessa-Mae (født 27. oktober 1978 i Singapore) er en internationalt kendt britisk violinist.
Mae er datter af en thailandsk far og en kinesisk mor, men er opvokset i London og har engelsk statsborgerskab. Hun debuterede på Schleswig-Holstein Musik Festival i 1988 og gav samme år koncert med Philharmonia Orchestra. Hendes første debutalbum udkom i 1990; siden er det blevet til i alt 17 albums, hvoraf det seneste blev udgivet i 2007. Mae har desuden medvirket på andre kunstneres albums, bl.a. Janet Jacksons The Velvet Rope fra 1997. To år tidligere udsendt hun sit eget første pop-album.
Vanessa Mae stillede op ved vinter-OL 2014 i Sotji i storslalom for Thailand under navnet Vanessa Vanakorn, og som forberedelse havde hun trænet intensivt i et halvt år, efter at hun jævnligt havde stået på ski siden sin barndom. Hun omtalte sig i forbindelse med OL-deltagelsen som en "skør gammel dame (..) der bare prøver på at komme ned". Mae gennemførte som feltets ældste deltager begge gennemløb i konkurrencen og sluttede sidst blandt de 67 deltagere, der gennemførte, i en tid der var over 50 sekunder langsommere end vinderens.